# باب العرصة
باب العرصة من أبرز المعالم السياجية لمدينة مستغانم، وقد ️شيد سنة 1964على أنقاض البوابة القديمة للعرصة التي كانت من ضمن أحد البوابات الست لمدينة مستغانم قديما،

## وصلة خارجية
- تعرف على باب العرصة أو متنزه العرصة بمستغانم

## أنظر أيضا
- قصبة مستغانم
- برج الترك
- جامع سيدي يحي (مستغانم)